# Силициды рения
Силициды рения — неорганические соединения металла рения и кремния.

## Получение
- Спеканием рения и кремния получают силициды состава Re3Si, Re2Si, ReSi, ReSi2.

## Физические свойства
- ReSi образует кристаллы кубической сингонии, пространственная группа P 213, параметры ячейки a = 0,4775, Z = 4.

- ReSi2 образует кристаллы тетрагональной сингонии, пространственная группа I 4/mmm, параметры ячейки a = 0,3131 нм, c = 0,7676 нм, Z = 2.